# Róbert Erban
Róbert Erban, född den 9 juli 1972 i Piešťany, Slovakien, är en tjeckoslovakisk och därefter slovakisk kanotist.
Han tog bland annat VM-guld i K-4 500 meter i samband med sprintvärldsmästerskapen i kanotsport 2006 i Szeged.